# Bláznivá střela (film, 2025)
Bláznivá střela (v anglické originále: The Naked Gun) je americký akční kriminální komediální film z roku 2025, který režíroval Akiva Schaffer a scénář napsali Akiva Schaffer, Dan Gregor a Doug Mand. Jedná se o pokračování filmu Bláznivá střela 33 a 1/3: Poslední trapas (1994) a čtvrtý film ze série Bláznivá střela. V hlavní roli se představil Liam Neeson, ve vedlejších rolích pak Pamela Anderson, Paul Walter Hauser, Danny Huston, CCH Pounder a Kevin Durand. 

## Synopse
Film vypráví příběh syna poručíka Franka Drebina, který musí následovat otcovy stopy, aby zabránil zrušení policejního oddílu.

## Obsazení
| Liam Neeson        | Frank Drebin Jr.   |
| Pamela Anderson    | Beth Davenportová  |
| Paul Walter Hauser | Ed Hocken Jr.      |
| Danny Huston       | Richard Cane       |
| CCH Pounder        | náčelník Davisová  |
| Kevin Durand       | Sig Gustafson      |
| Liza Koshy         | detektiv Barnesová |
| Cody Rhodes        | barman             |
| Busta Rhymes       | lupič v bance      |
|                    |                    |
|                    |                    |
|                    |                    |
|                    |                    |
|                    |                    |
|                    |                    |
|                    |                    |

## Vývoj a produkce
Čtvrtý film ze série Bláznivá střela byl původně oznámen v roce 2009 jako televizní pokračování s Leslie Nielsenem v hlavní roli. Po Nielsenově smrti v roce 2010 však film několik let stagnoval, včetně přepracování na reboot s Edem Helmsem v hlavní roli.
V lednu 2021 bylo oficiálně oznámeno, že Seth MacFarlane byl najat k vývoji projektu a projevil zájem obsadit Liama Neesona do hlavní role. Ačkoli byl MacFarlane najat jako režisér, Akiva Schaffer ho nahradil poté, co byl film v říjnu 2022 schválen, a Neeson byl oficiálně obsazen do hlavní role. Pamela Anderson byla obsazen v dubnu 2024 a další casting se konal následující měsíc. Natáčení začalo v Atlantě v tom samém měsíci a skončilo v červnu.

## Vydání
Film Bláznivá střela měl premiéru 28. července 2025 v kině SVA Theater na Manhattanu a v USA ho distribuovala společnost Paramount Pictures. Snímek získal pozitivní recenze od kritiků a celosvětově vydělal 59,7 milionu dolarů při rozpočtu 42 milionů dolarů.